# 丁乾學
丁乾學（？—1627年），字天行、號白菴、白庵，浙江承宣布政使司紹興府山陰縣（今浙江省紹興市）人，明朝政治人物，萬曆己未進士。諡文忠。

## 生平
萬曆三十七年（1609年），順天府鄉試中舉。萬曆四十七年（1619年），登進士，改庶吉士，天啓元年授翰林院檢討，二年任禮部會試同考官。天啓四年（1624年），擔任江西鄉試主考官，出策剌魏忠賢。因此得罪而被除名。魏忠賢還派人詐為校尉往逮，天啟七年（1627年），憤懣而卒。崇禎初年，贈翰林院侍讀學士。

## 家族
曾祖丁貴。祖丁完。父丁文。